# Outlaws (jeu vidéo, 1997)
Pour les articles homonymes, voir Outlaws.
Outlaws est un jeu de tir à la première personne développé par LucasArts avec le moteur de jeu Jedi Engine utilisé auparavant pour le jeu Dark Forces, sorti en 1997 et se déroulant dans un univers de western, univers étrangement très rarement utilisé dans les FPS, et les jeux vidéo en général.
En 1998, LucasArts réalise Handful of Missions, une extension comportant quatre nouvelles missions solo ainsi que quelques missions multijoueurs, téléchargeable gratuitement sur le site de LucasArts.

## Histoire
Le Marshall à la retraite James Anderson rentre chez lui après quelques courses en ville, lorsqu'il découvre sa ferme en flammes, et sa femme mourante. Avant de succomber, Anna lui révèle l'identité de ceux qui ont commis ce crime et enlevé leur fille Sarah Anderson. Les ravisseurs sont Matt Jackson, dit « Le docteur sème la mort », et Sam Fulton, dit « l'asperge », deux hors-la-loi travaillant pour Bob Graham.
Depuis plusieurs mois, Graham tentait de convaincre Anderson de lui vendre sa propriété, sur laquelle il compte faire passer une voie de chemin de fer, mais Anderson n'a jamais cédé. C'est la raison pour laquelle il a envoyé ces deux hommes pour convaincre une fois pour toutes l'ancien Marshall, qui devra vendre son terrain s'il veut récupérer sa fille.
Mais James Anderson n'est pas décidé à céder. Encore hanté par la mort de son père, tué sous ses yeux par un hors-la-loi, l'ancien Marshall mis à la retraite forcée après une affaire dans laquelle on l'accusait d'avoir abattu des criminels sans jugement n'écoute que sa soif de justice, et part à la poursuite des hommes qui détiennent sa fille, pour la récupérer et leur faire payer leur crimes.
Il croisera alors tout au long de son chemin les hommes de main de Bob Graham, jusqu'à ce qu'il arrive à la propriété surprotégée du riche homme d'affaires.

## Personnages
Le jeu se découpe en neuf niveaux, se terminant chacun par l'affrontement d'un boss de fin de niveau, l'un des hommes de mains de Bob Graham. James Anderson croisera ainsi le chemin des personnages suivants :
- Bob Graham, un homme sournois à la gâchette facile qui se cache derrière son apparence d'homme d'affaires. Souteneur de prostituées réputé, il se considère au-dessus des lois en raison de son influence sur les hommes politiques et les milieux d'affaire et est réputé pour être à l'origine de divers crimes. Mais s'il ne se salit jamais les mains, et laisse la sale besogne à ses hommes de main, il n'hésitera pas à s'occuper lui-même de celui qui le menacerait.
- Dick Ciffton, dit "le dynamiteur" est réputé pour être un perceur de coffre-fort hors pair. Homme à la dynamite facile, il s'était fut un temps spécialisé dans l'attaque de diligences et aurait dernièrement participé à l'attaque de plusieurs banques.
- Sam Fulton, dit "l'asperge" n'est pas un homme très intelligent, mais est tout à fait capable d'effectuer la basse besogne. C'est un remarquable tireur aux réactions imprévisibles.
- Matt Jackson, dit "Le docteur sème la mort" est un tueur impitoyable qui vend ses services au plus offrant. Il cite sans cesse la Bible et la littérature classique et est réputé pour sa cruauté envers ses victimes. La chemise blanche qu'il porte et qui lui donne l'apparence d'un docteur lui a valu le surnom de Docteur sème la mort.
- Tim "Le Borgne" est un ancien officier de l'Armée Fédérale qui a été renvoyé après s'être comporté de manière cruelle et déshonorante au combat.
- Jack Sanchez dit "le cracheur" est un bandit mi-mexicain, mi-américain qui dégaine deux révolvers à la fois. Généralement d'humeur tranquille, il devient provocateur et incontrôlable lorsqu'il a bu et a la réputation de provoquer ses adversaires en leur crachant au visage.
- "Henry" Georges Bowers en veut à tous les hommes de loi depuis la mort de son frère, et a la réputation d'être un as du tir à la carabine sur une cible éloignée.
- « Chef à deux plumes » est un ancien chef indien Navajo (c'est le seul personnage indien du jeu). Lui et une poignée de ses guerriers ont refusé de se rendre lorsque son peuple a été encerclé par l'armée et emmené dans une réserve. Il s'est reconverti dans l'attaque des diligences et des convoyeurs de la poste pour trouver les fonds nécessaires à l'achat des armes et des munitions destinés à sa bande de rénégats.
- Russel Simms, dit « Le joufflu », ancien fermier venu de l'Ouest à l'époque de la ruée vers l'or, est d'abord devenu un petit escroc sans envergure avant de se reconvertir dans les assassinats et vols en tous genre.
- Bill Morgan, dit « La chevrotine », fils de famille d'esclaves qui s'est échappée du Sud pour rejoindre le Nord, a servi dans un régiment de l'Armée Fédérale, uniquement composé de noirs. Une fois la Guerre Civile terminée, il a choisi le chemin de l'illégalité pour s'enrichir et devenir plus indépendant. Il compense le manque de précision de ses tirs, dus à sa très mauvaise vue à la suite d'une blessure par balle reçue des Confédérés, en utilisant un canon scié à deux coups.
- Dick Farmer, dit « Le crotale » est un ancien propriétaire fermier, qui fut aussi au service de la loi et a déshonoré l'insigne qu'il portait en se faisant payer par les propriétaires pour fermer les yeux lorsque des actions discutables, telles que le sectionnement de clôtures, ou des moutons abattus, étaient entreprises. Il s'est enfui au Texas après avoir permis a des propriétaires de ranch d'abattre des moutons appartenant à un juge et s'est alors converti en pilleur de banques et de trains.
- Mary Nash, dite « La sanglante » a d'abord été entraîneuse et danseuse dans un saloon, mais du se reconvertir lorsqu'elle atteint un âge plus avancé. Elle tomba amoureuse de Matt Jackson, le Docteur sème la mort, qui l'a entrainé avec lui dans la voie du crime.

## Niveaux
Le jeu se décompose en neuf niveaux :
- La planque de l'asperge - Slim's hideout - Le premier niveau du jeu est le petit ranch dans lequel se planque Sam Fulton. Protégé par de nombreux cow-boys hors la loi, l'endroit reste peu peuplé et faiblement défendu. C'est un ranch à chevaux de petite taille, de quelques bâtiments dans lesquels attend Sam.
- Sanctuaire (la ville) - sanctuary (town) - Le second niveau est une ville composée où l'on trouve les bâtiments habituels : saloon, hôtel, banque, etc. Les hors-la-loi y sont nombreux, et à leur tête attend Jack Sanchez, qui manie ses deux révolvers avec brio. Il faudra à James Anderson traverser les différents bâtiments de la ville, en restant le moins de temps possible dans les rues principales, pour approcher de l'hôtel central et affronter le cracheur. Anderson y rencontrera également Dick Ciffton qui tentera de le dynamiter.
  - Ce niveau était celui de la démo distribuée dans les magazines ou sur Internet
- Le train - train - Informé par Jack Sanchez, James Anderson se rend ensuite jusqu'à la gare où il attrape juste à temps le train à bord duquel sa fille Sarah a été embarquée par Bob Graham et Tim "le borgne". Il lui faudra traverser tous les wagons, et parfois monter sur le toit du train, pour approcher de la locomotive, en affrontant au passage le borgne, où se trouve l'homme qui détient sa fille.
- Le canyon - river basin (canyon) - Après avoir manqué sa fille de peu, la locomotive ayant été décrochée du train au dernier moment, James Anderson repart à cheval jusqu'à un canyon où il affronte les hommes menés par Dick Farmer.
- La scierie - saw mill - À la suite des révélations de Dick Farmer, James Anderson se rend jusqu'à une scierie où l'attend "Henry" Georges Bowers. Le Marshall doit alors traverser tout le bâtiment, en évitant parfois les lames meurtrières de la scierie, pour atteindre l'homme qui peut lui permettre de remonter la piste jusqu'à sa fille.
- La prison - simms at night - La nuit tombe lorsqu'Anderson atteint la prison où se trouve le prochain homme qu'il doit abattre. Le Marshall profite de la situation pour surprendre les hors-la-loi qui défendent le bâtiment, et s'y faufile petit à petit, en affrontant Bill Morgan au passage, pour atteindre Russel Simms. Celui-ci le met alors sur la piste du principal allié de Graham, qui se cache dans des mines non loin de là.
- La mine - mines - James Anderson se rend alors jusqu'aux mines où se cachent Matt Jackson et Mary Nash. À travers les couloirs sombres où l'attendent de nombreux hors-la-loi, il approche petit à petit de son ennemi, pour lui faire avouer où se trouve Bob Graham.
- Les falaises - cliffs (mesa verde) - Poursuivant désespérément sa route, James Anderson traverse une zone de falaises, où se trouve un village abandonné, et où est caché le Chef à deux plumes, indien au service de Graham. Celui-ci lui révèle alors l'emplacement du ranch de son patron, où la fille de James doit être retenue.
- Le ranch de Graham - Nob Graham's house - Tandis qu'il observe le ranch pour trouver la meilleure manière de l'approcher, James Anderson est surpris et assommé. Reprenant ses esprits dans une cellule, sans aucune arme sur lui, le Marshall doit trouver un moyen de s'échapper et de récupérer des armes sur ses ennemis pour approcher de Bob Graham. Au passage, il devra également affronter Dick Farmer, avant d'atteindre le bureau de l'homme d'affaires où sa fille Sarah est enfermée.

## Ambiance du jeu
L'ambiance du jeu est clairement inspirée des western spaghetti italiens, et l'influence de films tels que La trilogie du dollar, et Il était une fois dans l'Ouest, se fait sentir. En outre, les trois niveaux de difficulté- Bon, Brute ou Truand- appuient ces références aux films de Sergio Leone.
Les cinématiques entre les niveaux ont été développées avec un aspect graphique proche du dessin, pour donner un style particulier au jeu.

## Musiques
Toute l'aventure est orchestrée par des musiques composées par Clint Bajakian dans le style d'Ennio Morricone, le compositeur des films de Sergio Leone, et stockées sous forme de plages CD que l'on peut donc écouter sur une platine audio. Un orchestre avec d'authentiques instruments fut utilisé, ce qui n'était pas commun à l'époque pour les jeux vidéo. Outlaws reçut le prix de la meilleure musique de jeu attribué par Computer Gaming World.

## Outlaws: Handful of Missions
Outlaws: Handful of Missions est l'extension gratuite du jeu. Elle est sortie en 1998.